# Salih Bora
Salih Bora (* 23. August 1953) ist ein ehemaliger türkischer Ringer. Er war 1977, 1981 und 1982 Vize-Weltmeister im griechisch-römischen Stil im Papiergewicht.

## Werdegang
Salih Bora begann als Jugendlicher beim Sportclub Altinay Kulübü mit dem Ringen. Er konzentrierte sich dabei auf den griechisch-römischen Stil und wechselte nach den ersten größeren Erfolgen im nationalen Bereich zum Sportclub Istanbul Demirspor Kulübü. Der 1,51 Meter große Athlet startete im Papiergewicht, der leichtesten, erst 1969 eingeführten, Gewichtsklasse, die ihr Limit bei 48 kg Körpergewicht hatte.
Sein Debüt bei einer internationalen Meisterschaft gab er im Jahre 1973, als er bei der Weltmeisterschaft in Teheran mit zwei Siegen und zwei Niederlagen den 7. Platz belegte. Auch 1974 wurde er bei der Weltmeisterschaft, die in Kattowitz stattfand, eingesetzt. Er kam dort zu einem Sieg über den starken Iraner Rahim Aliabadi, unterlag aber gegen Constantin Alexandru aus Rumänien und Georgi Georgijew aus Bulgarien und kam damit auf den 8. Platz.
Einen weiteren Schritt nach vorne machte er bei der Weltmeisterschaft 1975 in Minsk, wo er mit Siegen über Ferenc Seres, Ungarn, Dietmar Hinz, DDR und Karoly Kacsar, USA und Niederlagen gegen Gheorghe Berceanu, Rumänien und Stefan Angelow aus Bulgarien mit dem 4. Platz knapp eine Medaille verfehlte. Bei der Europameisterschaft 1976 in Leningrad hatte Salih Bora einen Rückschlag hinzunehmen, denn er verlor dort gegen Stefan Angelow und Constantin Alexandru und belegte damit unter acht Teilnehmern nur den 7. Platz. Auch bei den Olympischen Spielen 1976 in Montreal lief es für ihn kaum besser, denn er kam dort nur zu einem Sieg über Michael Farina aus den Vereinigten Staaten und schied nach Niederlagen gegen Dietmar Hinz und Stefan Angelow schon nach der 3. Runde aus und landete auf dem 7. Platz. 
Im Jahre 1977 verfehlte Salih Bora bei der Europameisterschaft in Bursa nach Siegen über Dietmar Hinz und Jozsef Santha aus Ungarn und Niederlagen gegen Wieslaw Kucinski aus Polen und Constantin Alexandru mit einem 4. Platz wiederum knapp die Medaillenränge. Bei der Weltmeisterschaft dieses Jahres in Göteborg gelang ihm aber der Durchbruch, denn er wurde mit Erfolgen über Jozsef Santha, Jan Mansson, Schweden, Jürgen Kleer, BRD u. Todor Jordanow, Bulgarien Vize-Weltmeister, wobei er im Endkampf gegen Alexei Schumakow aus der UdSSR verlor.
1979 belegte er bei der Europameisterschaft in Bukarest mit Siegen über Reijo Haaparanta aus Finnland und Freddy Scherer, BRD und Niederlagen gegen Anatoli Bosin aus der UdSSR und Pawel Christow wieder einmal den 4. Platz. Noch ärgerlicher für ihn war aber die Tatsache, dass die Türkei an den nächsten drei internationalen Meisterschaften, der Weltmeisterschaft 1979, der Europameisterschaft 1980 und den Olympischen Spielen in Moskau 1980 nicht teilnahm. Dadurch wurde ihm die Möglichkeit genommen, die eine oder andere Medaille zu gewinnen. 
Dass er dazu in der Lage gewesen wäre, bewies er 1981, als er bei der Europameisterschaft in Göteborg u. a. Vincenzo Maenza aus Italien besiegte und die EM-Bronzemedaille gewann. Noch besser schnitt er bei der Weltmeisterschaft dieses Jahres in Oslo ab, denn dort wurde er mit Siegen über Freddy Scherer, Lars Rønningen, Norwegen, Ferenc Seres und Fumikazu Sasaki aus Japan bei einer Niederlage im Finale gegen den Olympiasieger von 1980 Saksylik Uschkempirow aus der UdSSR wiederum Vize-Weltmeister. 
Nach einem schwächeren 5. Platz bei der Europameisterschaft in Warna wiederholte er seinen Erfolg von der Weltmeisterschaft 1981 im Jahre 1982 bei der Weltmeisterschaft in Kattowitz. Er belegte dort hinter Timor Taimuras Kasaraschwili aus der UdSSR zum dritten Mal den 2. Platz bei einer Weltmeisterschaft.
1983 startete Salih Bora nur bei den Mittelmeer-Spielen in Casablanca, wo er im Papiergewicht hinter Vincenzo Maenza und Ali Farag aus Ägypten den 3. Platz belegte. Bei der Europameisterschaft 1984 in Jönköping enttäuschte er, denn er verlor gegen Pekka Tanner aus Finnland und Magyatdin Allachwerdijew aus der UdSSR und erreichte bei acht Teilnehmern nur den 7. Platz. Auch bei den Olympischen Spielen 1984 in Los Angeles, bei der viele der favorisierten Ringer aus den Ostblock-Staaten fehlten, gelang es ihm nicht eine Medaille zu erringen. Er kam dort nach einer Niederlage gegen Vincenzo Maenza im 1. Kampf zwar zu Siegen über Mark Fuller aus den Vereinigten Staaten, Li Haisheng aus China und Kent Andersson aus Schweden, den entscheidenden Kampf um die olympische Bronzemedaille verlor er aber gegen Ikuzu Saito aus Japan (5:7 techn. Punkte). 
Nach diesen Olympischen Spielen trat Salih Bora vom aktiven Ringen zurück. Er schlug die Trainerlaufbahn ein und ist seit einigen Jahren Cheftrainer der türkischen Ringer im griechisch-römischen Stil. Ein Amt, das er auch 2009 noch innehat. Einer seiner "Meisterschüler" ist der Olympiasieger und vielfache Weltmeister Hamza Yerlikaya.

## Internationale Erfolge
| Jahr | Platz | Wettbewerb                      | Gewichtsklasse | |
| 1973 | 7.    | WM in Teheran                   | Papier         | mit Siegen über A. Moheidian, Algerien und Haralambos Holidis, Griechenland und Niederlagen gegen Muradali Shirani, Iran und Stefan Angelow, Bulgarien                      |
| 1974 | 8.    | EM in Madrid                    | Papier         | mit einem Sieg über Aleksander Zajączkowski, Polen und Niederlagen gegen Constantin Alexandru, Rumänien und Alexei Schumakow, UdSSR                                         |
| 1974 | 8.    | WM in Kattowitz                 | Papier         | mit einem Sieg über Rahim Aliabadi, Iran und Niederlagen gegen Constantin Alexandru u. Georgi Georgijew, Bulgarien                                                          |
| 1975 | 4.    | Intern. Turnier in Galați       | Papier         | hinter Gheorghe Berceanu, Constantin Alexandru und Mircea Secosan, alle Rumänien                                                                                            |
| 1975 | 4.    | WM in Minsk                     | Papier         | nach einer Niederlage gegen Gheorghe Berceanu und Siegen über Ferenc Seres, Ungarn, Dietmar Hinz, DDR und Karoly Kancsar, USA und einer Niederlage gegen Stefan Angelow     |
| 1976 | 7.    | EM in Leningrad                 | Papier         | nach Niederlagen gegen Stefan Angelow und Constantin Alexandru |
| 1976 | 7.    | OS in Montreal                  | Papier         | mit einem Sieg über Michael Farina, USA und Niederlagen gegen Dietmar Hinz und Stefan Angelow                                                                               |
| 1977 | 4.    | EM in Bursa                     | Papier         | mit Siegen über Dietmar Hinz und Jozsef Santha, Ungarn und Niederlagen gegen Wieslaw Kucinski, Polen und Constantin Alexandru                                               |
| 1977 | 1.    | Mittelmeer-Spiele in Algier     | Papier         | vor Mohamed Raquet, Ägypten und Vincente Sanchez, Spanien |
| 1977 | 2.    | WM in Göteborg                  | Papier         | mit Siegen über Jozsef Santha, Jan Mansson, Schweden, Jürgen Kleer, BRD und Todor Jordanow, Bulgarien und einer Niederlage gegen Alexei Schumakow                           |
| 1978 | 4.    | EM in Sofia                     | Papier         | mit Siegen über Tegelberg, Schweden, Wieslaw Kucinski, Jozsef Santha und Niederlagen gegen Constantin Alexandru und Anatoli Bosin, UdSSR                                    |
| 1978 | 8.    | WM in Mexiko-Stadt              | Papier         | mit einem Sieg über Roman Kierpacz, Polen und Niederlagen gegen Constantin Alexandru u. Alexei Schumakow.                                                                   |
| 1979 | 4.    | EM in Bukarest                  | Papier         | mit Siegen über Reijo Haaparanta, Finnland u. Freddy Scherer, BRD u. Niederlagen gegen Anatoli Bosin u. Pawel Christow, Bulgarien                                           |
| 1979 | 1.    | Mittelmeer-Spiele in Split      | Papier         | vor Haralambos Holidis u. Giuseppe Caltabiano, Italien |
| 1981 | 3.    | EM in Göteborg                  | Papier         | mit Siegen über Mihai Cișmaș, Rumänien, Kent Andersson, Schweden, Vincenzo Maenza, Italien u. Reijo Haaparanta, Finnland u. einer Niederlage gegen Totju Andonow, Bulgarien |
| 1981 | 2.    | WM in Oslo                      | Papier         | mit Siegen über Freddy Scherer, Lars Rønningen, Norwegen, Ferenc Seres u. Fumikazu Sasaki, Japan u. einer Niederlage gegen Saksylik Uschkempirow, UdSSR                     |
| 1982 | 5.    | EM in Warna                     | Papier         | hinter Wassili Anikin, UdSSR, Csaba Vadász, Ungarn, Totju Andonow u. Lars Rønningen, vor Freddy Scherer                                                                     |
| 1982 | 2.    | WM in Kattowitz                 | Papier         | hinter Timor Taimuras Kasaraschwili, UdSSR, vor Bratan Zenow, Bulgarien, Leszek Majkowski, Polen, Csaba Vadász u. Vincenzo Maenza                                           |
| 1983 | 3.    | Mittelmeer-Spiele in Casablanca | Papier         | hinter Vincenzo Maenza u. Ali Farag, Ägypten |
| 1984 | 7.    | EM in Jönköping                 | Papier         | nach Niederlagen gegen Pekka Tanner, Finnland u. Magyatdin Allachwerdijew, UdSSR                                                                                            |
| 1984 | 4.    | OS in Los Angeles               | Papier         | nach einer Niederlage gegen Vincenzo Maenza, Siegen über Mark Fuller, USA, Li Haisheng, China u. Kent Andersson und einer weiteren Niederlage gegen Ikuzu Saito, Japan      |

Anm.: alle Wettbewerbe im griechisch-römischen Stil, OS = Olympische Spiele, WM = Weltmeisterschaft, EM = Europameisterschaft, Papiergewicht, damals bis 48 kg Körpergewicht

## Auszeichnungen
- 1979, 1981: Sedat-Simavi-Preis für Sport